# (466791) 2015 BS23
(466791) 2015 BS23 es un asteroide perteneciente al cinturón de asteroides, descubierto el 17 de marzo de 2010 por el equipo Spacewatch desde el Observatorio Nacional de Kitt Peak (Arizona, Estados Unidos).